# 八代市立八代支援学校
八代市立八代支援学校（やつしろしりつ やつしろしえんがっこう）は、熊本県八代市高島町にある公立特別支援学校。知的障害児を教育対象とする。

## 学部
- 小学部
- 中学部
- 高等部

## 沿革
- 1973年（昭和48年）4月1日 - 開校
- 1982年（昭和57年）10月1日 - 校章・校歌制定
- 2004年（平成16年）4月1日 - 高等部設置
- 2014年（平成26年）4月1日 - 校名変更[1][2]